# 天童市美術館
天童市美術館（てんどうしびじゅつかん）は、山形県天童市にある美術館。公益財団法人天童市文化・スポーツ振興事業団が運営。

## 概要
1990年、山形県内初の公立美術館として開館。天童市周辺地域で活躍した作家の作品を中心に収監。
- 開館時間 9:30～18:00 (入館は17時30分まで)
- 入館料 　 
  - 一般  400 (320)
  - 高大生200 (160)
  - 小中生100  (80)
- (　)内は20名以上の団体料金
- 身体障害者手帳、精神障害者保健福祉手帳及び療育手帳の交付を受けている方は半額。(同伴介護者は無料)
- 年間観賞券は2000円

- 休館日
  - 月曜日(祝日及び振替休日と重なる場合は祝休日が明けた日)
  - 年末年始
- 最寄り駅：JR東日本天童駅(徒歩約15分)

## 沿革
- 1990年（平成2年）10月4日 - 開館。
- 2001年（平成13年）3月 - 山形県内で2館目となる博物館法に基づく博物館相当施設に指定される。

## 展示
- 今野忠一 - 北ノ島
- 歌川広重 - 田埜文仲像
- 加藤登 - ロルカの暮色
- 番場三雄 - ガンダーラ想
- 松田五郎 - 山麓
- 田宮栄子 - みちのくの初冬
- 熊谷守一 - 兎

など。